# ديانا نورمان
ديانا نورمان (بالإنجليزية: Diana Norman)‏ هي صحفية وكاتِبة بريطانية، ولدت في 25 أغسطس 1933 في لندن في المملكة المتحدة، وتوفيت في 27 يناير 2011 في هارتفوردشير في المملكة المتحدة.

## وصلات خارجية
- الموقع الرسمي
- ديانا نورمان على موقع ميوزك برينز (الإنجليزية)